# Campo de San Francisco
Campo de San Francisco är en park i Spanien.   Den ligger i provinsen Province of Asturias och regionen Asturien, i den norra delen av landet, 400 km nordväst om huvudstaden Madrid. Campo de San Francisco ligger 241 meter över havet.
Terrängen runt Campo de San Francisco är huvudsakligen kuperad, men åt nordost är den platt. Runt Campo de San Francisco är det mycket tätbefolkat, med 1 018 invånare per kvadratkilometer. Närmaste större samhälle är Oviedo, 0,50 km öster om Campo de San Francisco. Omgivningarna runt Campo de San Francisco är en mosaik av jordbruksmark och naturlig växtlighet.